# 覆面歌手
覆面歌手（ふくめんかしゅ）とは、覆面や仮面等の顔を隠す道具を用いて自らの容姿を隠して芸能活動を行う歌手のこと。または、顔を公開せずにプロモーション活動を行う歌手のこと。「覆面シンガー」ともいう。ステージ上で歌手にスポットライトを当てずに薄暗くして容姿を分からなくして歌う演出方法も広い意味で覆面歌手の一種とも考えられる。

## 概要
日本においては流行歌の歌手に、ミス・コロムビア（松原操）、金色仮面（築地容子）、コロムビア・ローズ（初代〜3代目）といった覆面歌手が存在していた。
2000年代後半以降は、GReeeeN（現・GRe4N BOYZ）、Ado、ずっと真夜中でいいのに。、yama、ヨルシカ、tuki.などの様に、学業や兼業している仕事の事情により、顔出しをせずにテレビ出演やライブを行う歌手も登場している。ClariS、『ユイカ』の様にデビュー当時は顔出しを非公開としていたものの、後に公開に変更した歌手も存在する。
日本国外においては、フルフェイスのヘルメットを被って活動したダフト・パンクがいる。
アニメーション映像を用いて活動する音楽グループは、バーチャルバンドと呼ばれる。